# Seked

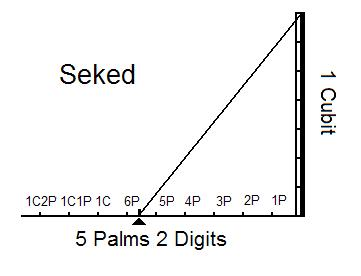
Esquema del seked.

El seked (o seqed) fue una antigua unidad de medida egipcia usada para medir la inclinación de las caras triangulares de una pirámide recta. Se utilizó la medida de longitud egipcia conocida como «codo real» (meh). Dicho codo real se subdividía en siete «palmos» (shesep), y cada palmo se divide en cuatro «dedos» (yeba). Por lo tanto, se expresó la inclinación de las pendientes medida como el número de palmos y dedos horizontales por cada codo real vertical.
Información sobre el uso del seked en el diseño de las pirámides se ha obtenido a partir de dos papiros matemáticos: el papiro matemático de Rhind del Museo Británico y el Papiro de Moscú del Museo de Bellas Artes.

## Pendiente de las pirámides
En las medidas de la Gran Pirámide llevada a cabo por Flinders Petrie, las pendientes de las caras fueron de un seked de 5 1/2, o 5 palmos y 2 dedos. Equivale a una pendiente de 51° 50' 35" sobre la horizontal, utilizando el moderno sistema de 360 grados. 

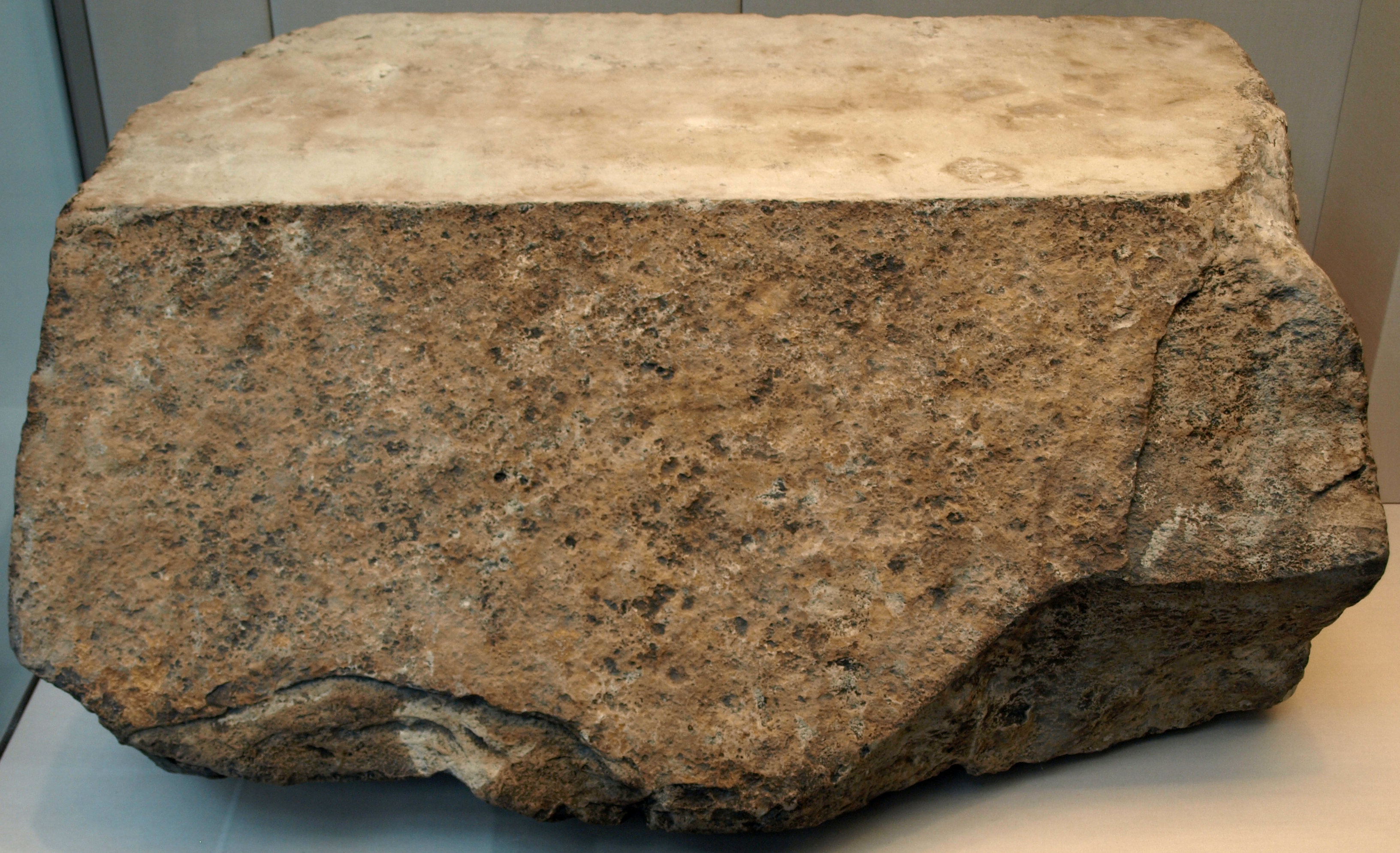
Piedra de recubrimiento de la Gran Pirámide de Guiza. British Museum.

Esta pendiente probablemente habría sido aplicada con precisión durante la construcción por medio de herramientas de madera con forma triangular y plomadas, marcadas para ver la inclinación correcta, de modo que las pendientes pudieran ser medidas y controladas de manera eficiente.
Las pirámides de Egipto tienen diferentes pendientes, sin embargo, al igual que la Gran Pirámide de Giza, la pirámide de Meidum había sido construida mediante este cálculo. La Gran Pirámide fue estudiada por el profesor I. E. S. Edwards quien consideraba que esto había sido la elección «normal» o típica para la mayoría de las pirámides.